# Interlands Belizaans voetbalelftal 2010-2019
Deze pagina toont een chronologisch en gedetailleerd overzicht van de interlands die het Belizaans voetbalelftal speelde in de periode 2010 – 2019.

## Interlands

### 2010
|                                                        |        |       |                    |                                                                            |
| 10 september Vriendschappelijk № 37 «onderlinge duels» | Belize | 0 – 0 | Trinidad en Tobago | FFB Field, Belmopan Toeschouwers: 2.300 Scheidsrechter: Marlon Mejía (ESA) |
| 10 september Vriendschappelijk № 37 «onderlinge duels» |        |       |                    | FFB Field, Belmopan Toeschouwers: 2.300 Scheidsrechter: Marlon Mejía (ESA) |

|                                                     |                                                                                 |       |                                      |                                                                                              |
| 9 oktober Vriendschappelijk № 38 «onderlinge duels» | Guatemala                                                                       | 4 – 2 | Belize                               | Estadio Julián Tesucún, San José Toeschouwers: 55.000 Scheidsrechter: Douglas Bermúdez (ESA) |
| 9 oktober Vriendschappelijk № 38 «onderlinge duels» | Jonny Brown 20' Mario Castellanos 50' Dwight Pezzarossi 69' Carlos Figueroa 74' |       | 43' Harrison Róchez 54' Elroy Kuylen | Estadio Julián Tesucún, San José Toeschouwers: 55.000 Scheidsrechter: Douglas Bermúdez (ESA) |

### 2011
| Copa Centroamericana |
| -------------------- |

|                                                                 |                                     |       |        |                                                                                              |
| 14 januari Copa Centroamericana Groep A № 39 «onderlinge duels» | Panama                              | 2 – 0 | Belize | Estadio Rommel Fernández, Panama-Stad Toeschouwers: 10.000 Scheidsrechter: José Pineda (HON) |
| 14 januari Copa Centroamericana Groep A № 39 «onderlinge duels» | Edwin Aguilar 21' Roberto Brown 28' |       |        | Estadio Rommel Fernández, Panama-Stad Toeschouwers: 10.000 Scheidsrechter: José Pineda (HON) |

|                                                                           |                                                                                       |       |                                              |                                                                                                |
| 16 januari Copa Centroamericana Groep A № 40 «onderlinge duels» 15:00 uur | El Salvador                                                                           | 5 – 2 | Belize                                       | Estadio Rommel Fernández, Panama-Stad Toeschouwers: 1.500 Scheidsrechter: Ricardo Cerdas (CRC) |
| 16 januari Copa Centroamericana Groep A № 40 «onderlinge duels» 15:00 uur | Osael Romero 15' Rafael Burgos 24' Rafael Burgos 46' Jaime Alas 54' Deris Umanzor 59' |       | 45+1' (pen.) Elroy Smith 76' Orlando Jimenez | Estadio Rommel Fernández, Panama-Stad Toeschouwers: 1.500 Scheidsrechter: Ricardo Cerdas (CRC) |

|                                                                 |                    |       |                           |                                                                                              |
| 18 januari Copa Centroamericana Groep A № 41 «onderlinge duels» | Belize             | 1 – 1 | Nicaragua                 | Estadio Rommel Fernández, Panama-Stad Toeschouwers: 10.000 Scheidsrechter: Marcos Brea (CUB) |
| 18 januari Copa Centroamericana Groep A № 41 «onderlinge duels» | Daniel Jiménez 81' |       | 10' (pen.) Denis Espinoza | Estadio Rommel Fernández, Panama-Stad Toeschouwers: 10.000 Scheidsrechter: Marcos Brea (CUB) |

|  |  |  |  |  |  |  |  |  |

|                                                           |                                       |       |                                                                                            |                                                                                 |
| 15 juni WK-kwalificatie № 42 «onderlinge duels» 18:00 uur | Montserrat                            | 2 – 5 | Belize                                                                                     | Ato Boldon Stadium, Couva Toeschouwers: 100 Scheidsrechter: Bryan Willett (ANT) |
| 15 juni WK-kwalificatie № 42 «onderlinge duels» 18:00 uur | Jaylee Hodgson 44' Jaylee Hodgson 86' |       | 24' Deon McCaulay 50' Harrison Róches 53' Elroy Kuylen 75' Deon McCaulay 83' Deon McCaulay | Ato Boldon Stadium, Couva Toeschouwers: 100 Scheidsrechter: Bryan Willett (ANT) |

|                                                           |                                                      |       |                    |                                                                                      |
| 17 juli WK-kwalificatie № 43 «onderlinge duels» 16:00 uur | Belize                                               | 3 – 1 | Montserrat         | Estadio Olímpico, San Pedro Sula Toeschouwers: 150 Scheidsrechter: Oscar Reyna (GUA) |
| 17 juli WK-kwalificatie № 43 «onderlinge duels» 16:00 uur | Daniel Jiménez 23' Deon McCaulay 59' Luis Méndez 61' |       | 58' Jaylee Hodgson | Estadio Olímpico, San Pedro Sula Toeschouwers: 150 Scheidsrechter: Oscar Reyna (GUA) |

|                                                               |         |                                                         |        | |
| 2 september WK-kwalificatie № 44 «onderlinge duels» 15:30 uur | Grenada | 0 – 3                                                   | Belize | Grenada National Stadium, Saint George's Toeschouwers: 2.600 Scheidsrechter: David Rubalcaba (CUB) |
| 2 september WK-kwalificatie № 44 «onderlinge duels» 15:30 uur |         | 11' Deon McCaulay 35' Harrison Róches 79' Deon McCaulay |        | Grenada National Stadium, Saint George's Toeschouwers: 2.600 Scheidsrechter: David Rubalcaba (CUB) |

|                                                               |                   |       |                                    |                                                                            |
| 6 september WK-kwalificatie № 45 «onderlinge duels» 16:05 uur | Belize            | 1 – 2 | Guatemala                          | FFB Field, Belmopan Toeschouwers: 3.027 Scheidsrechter: Marlon Mejía (ESA) |
| 6 september WK-kwalificatie № 45 «onderlinge duels» 16:05 uur | Deon McCaulay 77' |       | 4' Gustavo Cabrera 75' Minor López | FFB Field, Belmopan Toeschouwers: 3.027 Scheidsrechter: Marlon Mejía (ESA) |

|                                                             |                  |       |                                                                          |                                                                                |
| 7 oktober WK-kwalificatie № 46 «onderlinge duels» 15:30 uur | Belize           | 1 – 4 | Grenada                                                                  | FFB Field, Belmopan Toeschouwers: 1.200 Scheidsrechter: Franklin Jarquín (NCA) |
| 7 oktober WK-kwalificatie № 46 «onderlinge duels» 15:30 uur | Ryan Simpson 90' |       | 37' Shane Rennie 41' Marcus Julien 50' Lancaster Joseph 80' Clive Murray | FFB Field, Belmopan Toeschouwers: 1.200 Scheidsrechter: Franklin Jarquín (NCA) |

|                                                              |                                                                  |       |                   | |
| 12 oktober WK-kwalificatie № 47 «onderlinge duels» 20:00 uur | Guatemala                                                        | 3 – 1 | Belize            | Estadio Mateo Flores, Guatemala-Stad Toeschouwers: 21.107 Scheidsrechter: José Alfredo Peñaloza (MEX) |
| 12 oktober WK-kwalificatie № 47 «onderlinge duels» 20:00 uur | Carlos Gallardo 8' (pen.) Minor López 65' Carlos Ruiz 78' (pen.) |       | 31' Deon McCaulay | Estadio Mateo Flores, Guatemala-Stad Toeschouwers: 21.107 Scheidsrechter: José Alfredo Peñaloza (MEX) |

|                                                               |                   |       |                                |                                                                           |
| 11 november WK-kwalificatie № 48 «onderlinge duels» 15:30 uur | Belize            | 1 – 1 | Saint Vincent en de Grenadines | FFB Field, Belmopan Toeschouwers: 300 Scheidsrechter: Adrian Skeete (BRB) |
| 11 november WK-kwalificatie № 48 «onderlinge duels» 15:30 uur | Deon McCaulay 22' |       | 11' Cornelius Stewart          | FFB Field, Belmopan Toeschouwers: 300 Scheidsrechter: Adrian Skeete (BRB) |

|                                                               |                                |                                            |        |                                                                                    |
| 15 november WK-kwalificatie № 49 «onderlinge duels» 15:00 uur | Saint Vincent en de Grenadines | 0 – 2                                      | Belize | Arnos Vale Stadium, Kingstown Toeschouwers: 500 Scheidsrechter: Kevin Thomas (JAM) |
| 15 november WK-kwalificatie № 49 «onderlinge duels» 15:00 uur |                                | 78' Deon McCaulay 81' (pen.) Deon McCaulay |        | Arnos Vale Stadium, Kingstown Toeschouwers: 500 Scheidsrechter: Kevin Thomas (JAM) |

### 2012
- Geen officiële interlands gespeeld

### 2013
| Copa Centroamericana |
| -------------------- |

|                                                                           |                   |       |        |                                                                                       |
| 18 januari Copa Centroamericana Groep A № 50 «onderlinge duels» 20:00 uur | Costa Rica        | 1 – 0 | Belize | Estadio Nacional, San José Toeschouwers: 5.484 Scheidsrechter: Héctor Rodríguez (HON) |
| 18 januari Copa Centroamericana Groep A № 50 «onderlinge duels» 20:00 uur | Jairo Arrieta 53' |       |        | Estadio Nacional, San José Toeschouwers: 5.484 Scheidsrechter: Héctor Rodríguez (HON) |

|                                                                 |        |       |           |                                                                                  |
| 20 januari Copa Centroamericana Groep A № 51 «onderlinge duels» | Belize | 0 – 0 | Guatemala | Estadio Nacional, San José Toeschouwers: 250 Scheidsrechter: Élmer Bonilla (ESA) |
| 20 januari Copa Centroamericana Groep A № 51 «onderlinge duels» |        |       |           | Estadio Nacional, San José Toeschouwers: 250 Scheidsrechter: Élmer Bonilla (ESA) |

|                                                                 |                    |       |                                       |                                                                                 |
| 22 januari Copa Centroamericana Groep A № 52 «onderlinge duels» | Nicaragua          | 1 – 2 | Belize                                | Estadio Nacional, San José Toeschouwers: 750 Scheidsrechter: Joel Aguilar (ESA) |
| 22 januari Copa Centroamericana Groep A № 52 «onderlinge duels» | Elvis Figueroa 85' |       | 29' Trevor Lennen 90+2' Deon McCaulay | Estadio Nacional, San José Toeschouwers: 750 Scheidsrechter: Joel Aguilar (ESA) |

|                                                                   |                     |       |        |                                                                                   |
| 25 januari Copa Centroamericana № 53 «onderlinge duels» 17:30 uur | Honduras            | 1 – 0 | Belize | Estadio Nacional, San José Toeschouwers: 1.644 Scheidsrechter: Walter López (GUA) |
| 25 januari Copa Centroamericana № 53 «onderlinge duels» 17:30 uur | Brayan Beckeles 67' |       |        | Estadio Nacional, San José Toeschouwers: 1.644 Scheidsrechter: Walter López (GUA) |

|                                                                                |        |                    |             |                                                                                    |
| 27 januari Copa Centroamericana Troostfinale № 54 «onderlinge duels» 14:30 uur | Belize | 0 – 1              | El Salvador | Estadio Nacional, San José Toeschouwers: 1.997 Scheidsrechter: Sandy Vásquez (DOM) |
| 27 januari Copa Centroamericana Troostfinale № 54 «onderlinge duels» 14:30 uur |        | 50' Nelson Bonilla |             | Estadio Nacional, San José Toeschouwers: 1.997 Scheidsrechter: Sandy Vásquez (DOM) |

|  |  |  |  |  |  |  |  |  |

|                                                    |        |       |                    |                                                                              |
| 23 maart Vriendschappelijk № 55 «onderlinge duels» | Belize | 0 – 0 | Trinidad en Tobago | FFB Field, Belmopan Toeschouwers: 3.000 Scheidsrechter: Irfan Basmedir (BIZ) |
| 23 maart Vriendschappelijk № 55 «onderlinge duels» |        |       |                    | FFB Field, Belmopan Toeschouwers: 3.000 Scheidsrechter: Irfan Basmedir (BIZ) |

|                                                   |           |       |        |                                                                                    |
| 11 juni Vriendschappelijk № 56 «onderlinge duels» | Guatemala | 0 – 0 | Belize | Estadio Pensativo, Antigua Toeschouwers: 5.484 Scheidsrechter: Rubén Medrano (ESA) |
| 11 juni Vriendschappelijk № 56 «onderlinge duels» |           |       |        | Estadio Pensativo, Antigua Toeschouwers: 5.484 Scheidsrechter: Rubén Medrano (ESA) |

| CONCACAF Gold Cup |
| ----------------- |

|                                                                    |                 |       | |                                                                                      |
| 9 juli CONCACAF Gold Cup Groep C № 57 «onderlinge duels» 20:00 uur | Belize          | 1 – 6 | Verenigde Staten | Jeld-Wen Field, Portland Toeschouwers: 18.724 Scheidsrechter: Héctor Rodriguez (HON) |
| 9 juli CONCACAF Gold Cup Groep C № 57 «onderlinge duels» 20:00 uur | Ian Gaynair 40' |       | 12' Chris Wondolowski 37' Chris Wondolowski 41' Chris Wondolowski 58' Stuart Holden 72' Michael Orozco Fiscal 76' (pen.) Landon Donovan | Jeld-Wen Field, Portland Toeschouwers: 18.724 Scheidsrechter: Héctor Rodriguez (HON) |

|                                                                     |                         |       |        |                                                                                       |
| 13 juli CONCACAF Gold Cup Groep C № 58 «onderlinge duels» 18:00 uur | Costa Rica              | 1 – 0 | Belize | Rio Tinto Stadium, Sandy Toeschouwers: 17.597 Scheidsrechter: Enrico Wijngaarde (SUR) |
| 13 juli CONCACAF Gold Cup Groep C № 58 «onderlinge duels» 18:00 uur | Dalton Eiley 49' (e.d.) |       |        | Rio Tinto Stadium, Sandy Toeschouwers: 17.597 Scheidsrechter: Enrico Wijngaarde (SUR) |

|                                                                     |                                                                               |       |        |                                                                                              |
| 16 juli CONCACAF Gold Cup Groep C № 59 «onderlinge duels» 17:30 uur | Cuba                                                                          | 4 – 0 | Belize | Rentschler Field, East Hartford Toeschouwers: 25.432 Scheidsrechter: Enrico Wijngaarde (SUR) |
| 16 juli CONCACAF Gold Cup Groep C № 59 «onderlinge duels» 17:30 uur | Ariel Martínez 39' Ariel Martínez 62' Ariel Martínez 84' Yénier Márquez 92+2' |       |        | Rentschler Field, East Hartford Toeschouwers: 25.432 Scheidsrechter: Enrico Wijngaarde (SUR) |

|  |  |  |  |  |  |  |  |  |

### 2014
|                                                          |                                                |       |        | |
| 3 september Copa Centroamericana № 60 «onderlinge duels» | Honduras                                       | 2 – 0 | Belize | Robert F. Kennedy Memorial Stadium, Washington D.C. Toeschouwers: 20.516 Scheidsrechter: Sandy Vásquez (DOM) |
| 3 september Copa Centroamericana № 60 «onderlinge duels» | Jerome James 34' (e.d.) Elroy Smith 37' (e.d.) |       |        | Robert F. Kennedy Memorial Stadium, Washington D.C. Toeschouwers: 20.516 Scheidsrechter: Sandy Vásquez (DOM) |

|                                                          |                                             |       |                   |                                                                                                 |
| 7 september Copa Centroamericana № 61 «onderlinge duels» | Guatemala                                   | 2 – 1 | Belize            | BBVA Compass Stadium, Houston Toeschouwers: 20.156 Scheidsrechter: Roberto Moreno Salazar (PAN) |
| 7 september Copa Centroamericana № 61 «onderlinge duels» | Carlos Ruíz 26' Shane Moody Orio 51' (e.d.) |       | 80' Deon McCauley | BBVA Compass Stadium, Houston Toeschouwers: 20.156 Scheidsrechter: Roberto Moreno Salazar (PAN) |

|                                                           |        |                                      |             |                                                                              |
| 10 september Copa Centroamericana № 62 «onderlinge duels» | Belize | 0 – 2                                | El Salvador | Cotton Bowl, Dallas Toeschouwers: 19.287 Scheidsrechter: Sandy Vásquez (DOM) |
| 10 september Copa Centroamericana № 62 «onderlinge duels» |        | 48' Rafael Burgos 69' Arturo Álvarez |             | Cotton Bowl, Dallas Toeschouwers: 19.287 Scheidsrechter: Sandy Vásquez (DOM) |

### 2015
|                                                                              |        |       |                 |                                                                           |
| 25 maart Kwalificatie WK 2018 Eerste ronde № 63 «onderlinge duels» 20:00 uur | Belize | 0 – 0 | Kaaimaneilanden | FFB Field, Belmopan Toeschouwers: 1.924 Scheidsrechter: Oscar Reyna (GUA) |
| 25 maart Kwalificatie WK 2018 Eerste ronde № 63 «onderlinge duels» 20:00 uur |        |       |                 | FFB Field, Belmopan Toeschouwers: 1.924 Scheidsrechter: Oscar Reyna (GUA) |

|                                                                              |                 |       |                  |                                                                                            |
| 29 maart Kwalificatie WK 2018 Eerste ronde № 64 «onderlinge duels» 19:00 uur | Kaaimaneilanden | 1 – 1 | Belize           | Truman Boddenstadion, George Town Toeschouwers: 1.800 Scheidsrechter: Yadel Martínez (CUB) |
| 29 maart Kwalificatie WK 2018 Eerste ronde № 64 «onderlinge duels» 19:00 uur | Mark Ebanks 5'  |       | 20' Elroy Kuylen | Truman Boddenstadion, George Town Toeschouwers: 1.800 Scheidsrechter: Yadel Martínez (CUB) |

|                                                                             |                        |       |                                     | |
| 11 juni Kwalificatie WK 2018 Tweede ronde № 65 «onderlinge duels» 16:00 uur | Dominicaanse Republiek | 1 – 2 | Belize                              | Estadio Olímpico Félix Sánchez, Santo Domingo Toeschouwers: 1.500 Scheidsrechter: Mario Escobar (GUA) |
| 11 juni Kwalificatie WK 2018 Tweede ronde № 65 «onderlinge duels» 16:00 uur | Geremy Lombardi 71'    |       | 13' Deon McCauley 88' Deon McCauley | Estadio Olímpico Félix Sánchez, Santo Domingo Toeschouwers: 1.500 Scheidsrechter: Mario Escobar (GUA) |

|                                                                             |                                                        |       |                        |                                                                             |
| 14 juni Kwalificatie WK 2018 Tweede ronde № 66 «onderlinge duels» 16:00 uur | Belize                                                 | 3 – 0 | Dominicaanse Republiek | FFB Field, Belmopan Toeschouwers: 1.634 Scheidsrechter: Sherwin Moore (GUY) |
| 14 juni Kwalificatie WK 2018 Tweede ronde № 66 «onderlinge duels» 16:00 uur | Harrison Róchez 17' Elroy Kuylen 37' Deon McCauley 73' |       |                        | FFB Field, Belmopan Toeschouwers: 1.634 Scheidsrechter: Sherwin Moore (GUY) |

|                                                                                |                                                                |       |        |                                                                          |
| 4 september Kwalificatie WK 2018 Derde ronde № 67 «onderlinge duels» 19:37 uur | Canada                                                         | 3 – 0 | Belize | BMO Field, Toronto Toeschouwers: 10.412 Scheidsrechter: John Pitti (PAN) |
| 4 september Kwalificatie WK 2018 Derde ronde № 67 «onderlinge duels» 19:37 uur | Tosaint Ricketts 25' Tosaint Ricketts 65' Atiba Hutchinson 90' |       |        | BMO Field, Toronto Toeschouwers: 10.412 Scheidsrechter: John Pitti (PAN) |

|                                                                                |                   |       |                  |                                                                             |
| 8 september Kwalificatie WK 2018 Derde ronde № 68 «onderlinge duels» 19:00 uur | Belize            | 1 – 1 | Canada           | FFB Field, Belmopan Toeschouwers: 2.590 Scheidsrechter: Javier Santos (PUR) |
| 8 september Kwalificatie WK 2018 Derde ronde № 68 «onderlinge duels» 19:00 uur | Deon McCauley 26' |       | 45' Will Johnson | FFB Field, Belmopan Toeschouwers: 2.590 Scheidsrechter: Javier Santos (PUR) |

### 2016
|                                                               |                  |       |                                         |                                                                               |
| 7 oktober Vriendschappelijk № 64 «onderlinge duels» 16:00 uur | Belize           | 1 – 2 | Honduras                                | FFB Field, Belmopan Toeschouwers: 3.600 Scheidsrechter: Ismael Melendez (SLV) |
| 7 oktober Vriendschappelijk № 64 «onderlinge duels» 16:00 uur | Elroy Kuylen 32' |       | 29' Bryan Acosta 89' (pen.) Oscar Salas | FFB Field, Belmopan Toeschouwers: 3.600 Scheidsrechter: Ismael Melendez (SLV) |

|                                                                |                                                                                              |       |        |                                                                       |
| 2 november Vriendschappelijk № 65 «onderlinge duels» 18:00 uur | Honduras                                                                                     | 5 – 0 | Belize | Estadio Olimpico, San Pedro Sula Scheidsrechter: Armando Castro (HON) |
| 2 november Vriendschappelijk № 65 «onderlinge duels» 18:00 uur | Diego Reyes 5' Gabriel Hernández 37' Gabriel Hernández 47' Diego Reyes 83' Jesús Canales 88' |       |        | Estadio Olimpico, San Pedro Sula Scheidsrechter: Armando Castro (HON) |

### 2017
| Copa Centroamericana 2017 |
| ------------------------- |

|                                                                   |        |       |        |                                                                                      |
| 13 januari Copa Centroamericana № 66 «onderlinge duels» 21:00 uur | Panama | 0 – 0 | Belize | Estadio Rommel Fernández, Panama-Stad Scheidsrechter: Walter López Castellanos (GUA) |
| 13 januari Copa Centroamericana № 66 «onderlinge duels» 21:00 uur |        |       |        | Estadio Rommel Fernández, Panama-Stad Scheidsrechter: Walter López Castellanos (GUA) |

|                                                                   |        |                                                                     |            |                                                                          |
| 15 januari Copa Centroamericana № 67 «onderlinge duels» 13:00 uur | Belize | 0 – 3                                                               | Costa Rica | Estadio Rommel Fernández, Panama-Stad Scheidsrechter: Kimbell Ward (SKN) |
| 15 januari Copa Centroamericana № 67 «onderlinge duels» 13:00 uur |        | 25' José Guillermo Ortiz 51' Johan Venegas 65' José Guillermo Ortiz |            | Estadio Rommel Fernández, Panama-Stad Scheidsrechter: Kimbell Ward (SKN) |

|                                                                   |                                                     |       |                   |                                                                           |
| 17 januari Copa Centroamericana № 68 «onderlinge duels» 16:00 uur | El Salvador                                         | 3 – 1 | Belize            | Estadio Rommel Fernández, Panama-Stad Scheidsrechter: Oscar Moncada (HON) |
| 17 januari Copa Centroamericana № 68 «onderlinge duels» 16:00 uur | Gerson Mayen 15' Juan Barahona 20' Henry Romero 23' |       | 44' Deon McCauley | Estadio Rommel Fernández, Panama-Stad Scheidsrechter: Oscar Moncada (HON) |

|                                                                   |                                                     |       |                        |                                                                          |
| 20 januari Copa Centroamericana № 69 «onderlinge duels» 16:00 uur | Nicaragua                                           | 3 – 1 | Belize                 | Estadio Rommel Fernández, Panama-Stad Scheidsrechter: Joel Aguilar (SLV) |
| 20 januari Copa Centroamericana № 69 «onderlinge duels» 16:00 uur | Juan Barrera 30' Daniel Cadena 84' Bryan García 90' |       | 54' (pen.) Elroy Smith | Estadio Rommel Fernández, Panama-Stad Scheidsrechter: Joel Aguilar (SLV) |

|                                                                   |        |                     |          |                                                                          |
| 22 januari Copa Centroamericana № 70 «onderlinge duels» 11:00 uur | Belize | 0 – 1               | Honduras | Estadio Rommel Fernández, Panama-Stad Scheidsrechter: Kimbell Ward (VIN) |
| 22 januari Copa Centroamericana № 70 «onderlinge duels» 11:00 uur |        | 56' Eddie Hernández |          | Estadio Rommel Fernández, Panama-Stad Scheidsrechter: Kimbell Ward (VIN) |

|  |  |  |  |  |  |  |  |  |

### 2018
|                                                            |          |       |        |                                                                |
| 3 juni Vriendschappelijk № 71 «onderlinge duels» 19:00 uur | Barbados | 0 – 0 | Belize | Wildey Astro Turf, Bridgetown Scheidsrechter: Reon Radix (GRN) |
| 3 juni Vriendschappelijk № 71 «onderlinge duels» 19:00 uur |          |       |        | Wildey Astro Turf, Bridgetown Scheidsrechter: Reon Radix (GRN) |

FFB · A-internationals · Bondscoaches · Statistieken · Belizaans vrouwenelftal
1990 – 1999 ·
2000 – 2009 ·
2010 – 2019 ·
2020 − 2029
1995 · 
1996 · 
1997 · 
1998 · 
1999 · 
2000 · 
2001 · 
2002 · 
2003 · 
2004 · 
2005 · 
2006 · 
2007 · 
2008 · 
2009 · 
2010 · 
2011 · 
2012 · 
2013 · 
2014 ·
2015 ·
2016 ·
2017 ·
2018 ·
2019 ·
2020 ·
2021 ·
2022 ·
2023 ·
2024
Anguilla ·
Bahama's ·
Barbados ·
Bermuda ·
Canada ·
Costa Rica ·
Cuba ·
Dominicaanse Republiek ·
El Salvador ·
Grenada ·
Guatemala ·
Guyana ·
Haïti ·
Honduras ·
Kaaimaneilanden ·
Mexico ·
Montserrat ·
Nicaragua ·
Panama ·
Puerto Rico ·
Saint Kitts en Nevis ·
Saint Vincent en de Grenadines ·
Trinidad en Tobago ·
Turks- en Caicoseilanden ·
Verenigde Staten
AFC-zone: Afghanistan · Australië · Bahrein · Bangladesh · Bhutan · Brunei · Cambodja · China · Chinees Taipei · Filipijnen · Guam · Hongkong · India · Indonesië · Iran · Irak · Japan · Jemen · Jordanië · Koeweit · Kirgizië · Laos · Libanon · Macau · Maleisië · Maldiven · Mongolië · Myanmar · Nepal · Noord-Korea · Oezbekistan · Oman · Oost-Timor · Pakistan · Palestina · Qatar · Saoedi-Arabië · Singapore · Sri Lanka · Syrië · Tadjikistan · Thailand · Turkmenistan · Verenigde Arabische Emiraten · Vietnam · Zuid-Korea

CAF-zone: Algerije · Angola · Benin · Botswana · Burkina Faso · Burundi · Centraal-Afrikaanse Republiek · Comoren · Congo-Brazzaville · Congo-Kinshasa · Djibouti · Egypte · Equatoriaal-Guinea · Eritrea · Ethiopië · Gabon · Gambia · Ghana · Guinee · Guinee-Bissau · Ivoorkust · Kaapverdië · Kameroen · Kenia · Lesotho · Liberia · Libië · Madagaskar · Malawi · Mali · Mauritanië · Mauritius · Marokko · Mozambique · Namibië · Niger · Nigeria · Oeganda · Rwanda · Sao Tomé en Principe · Senegal · Seychellen · Sierra Leone · Soedan · Somalië · Swaziland · Tanzania · Togo · Tsjaad · Tunesië · Zambia · Zimbabwe · Zuid-Afrika · Zuid-Soedan 

CONCACAF-zone: Amerikaanse Maagdeneilanden · Anguilla · Antigua en Barbuda · Aruba · Bahama's · Barbados · Belize · Bermuda · Britse Maagdeneilanden · Canada · Kaaimaneilanden · Costa Rica · Cuba · Curaçao · Dominica · Dominicaanse Republiek · El Salvador · Frans Guyana · Grenada · Guadeloupe · Guatemala · Guyana · Haïti · Honduras · Jamaica · Martinique · Mexico · Montserrat · 
Nicaragua · Panama · Puerto Rico · Saint Kitts en Nevis · Saint Lucia · Saint Vincent en de Grenadines · Sint Maarten · Suriname · Trinidad en Tobago · Turks- en Caicoseilanden · Verenigde Staten

CONMEBOL-zone: Argentinië · Bolivia · Brazilië · Chili · Colombia · Ecuador · Paraguay · Peru · Uruguay · Venezuela

OFC-zone: Amerikaans-Samoa · Cookeilanden · Fiji · Nieuw-Caledonië · Nieuw-Zeeland · Papoea-Nieuw-Guinea · Samoa · Salomoneilanden · Tahiti · Tonga · Vanuatu

UEFA-zone: Albanië · Andorra · Armenië · Azerbeidzjan · België · Bosnië en Herzegovina · Bulgarije · Cyprus · Denemarken · Duitsland · Engeland · Estland · Faeröer · Finland · Frankrijk · Georgië · Gibraltar · Griekenland · Hongarije · IJsland · Ierland · Israël · Italië · Kazachstan · Kosovo · Kroatië · Letland · Liechtenstein · Litouwen · Luxemburg · Macedonië · Malta · Moldavië · Montenegro · Nederland · Noord-Ierland · Noorwegen · Oekraïne · Oostenrijk · Polen · Portugal · Roemenië · Rusland · San Marino · Schotland · Servië · Slovenië · Slowakije · Spanje · Tsjechië · Turkije · Wales · Wit-Rusland · Zweden · Zwitserland